# Wolterstorff-Molch
Der Wolterstorff-Molch (Cynops wolterstorffi, Syn.: Hypselotriton wolterstorffi) ist ein als ausgestorben geltender Schwanzlurch aus Südchina. Er gehörte zur Gattung der Feuerbauchmolche (Cynops) und lebte stark wassergebunden. Der Molch wurde zeitweise auch als einzige Art der Gattung Hypselotriton geführt und wurde nach dem deutschen Herpetologen Willy Wolterstorff benannt.

## Aussehen
Der nach dem deutschen Herpetologen Willy Wolterstorff benannte Molch war relativ groß und kräftig gebaut und fiel durch hervortretende Augen auf. Die Weibchen wurden bis zu 16 cm lang, die Männchen erreichten eine Größe von bis zu 12 cm. Der Schwanz hatte dabei in etwa die gleiche Länge wie Rumpf und Kopf gemeinsam. Auf der Oberseite und an den Seiten war der Wolterstorff-Molch schwarzoliv bis schwarzbraun, wobei an den Flanken orangerote Flecken bestehen konnten, die Längsreihen bildeten. Die Körperunterseite war orangerot mit schwarzen Flecken.
Auf der Rückenmitte befand sich ein erhabener Rückenkiel. Über diesen zog sich ein orangeroter Strich, der auch etwa zwei Drittel des Schwanzes umfasste. In der Zeit der Paarung wies das Männchen am Schwanz eine blaue Färbung auf.
Im Verhältnis zum Japanischen Feuerbauchmolch war die Haut des Wolterstorff-Molchs glatter, jedoch rauer als beim Chinesischen Feuerbauchmolch. Ähnlichkeiten bestanden mit der Art Cynops cyanurus.

## Verbreitung
Der Wolterstorff-Molch wurde ausschließlich im Dian-See und dessen unmittelbarer Umgebung in der chinesischen Provinz Yunnan beobachtet. In diesem in einer Höhe von 1800 m liegenden Gebirgssee, an dem sich auch die Großstadt Kunming befindet, wurde er früher häufig gesichtet. Vor allem im Frühjahr war er in flacheren Bereichen des Sees, aber auch in nahe gelegenen Bewässerungsgräben und Teichen zu finden.

## Gefährdung
Der einzige Lebensraum des Wolterstorff-Molchs wurde durch die Industrialisierung der nahen Großstadt Kunming stark beeinträchtigt. Darüber hinaus könnte auch die Einführung zuvor an diesem Standort nicht vorkommender Fressfeinde (Fische) die Population beeinträchtigt haben. Während in den 1950er-Jahren noch sehr viele Molche beobachtet wurden, konnte bei einer Exkursion im Jahr 1979 kein Exemplar mehr gefunden werden. Für das Jahr 1984 wird ein letztes Mal über die Sichtung eines Tieres durch einen Fischer berichtet. Da die Art auch nicht in Gefangenschaft gehalten wurde, muss inzwischen von ihrem Aussterben ausgegangen werden.